# Walzbach (Reichenbach)
Der Walzbach ist ein knapp ein Kilometer langer linker und östlicher Zufluss des Reichenbaches im hessischen Main-Kinzig-Kreis.

## Geographie

### Verlauf
Der Walzbach entspringt im südlichen Vogelsberg auf einer Höhe von etwa 316 m ü. NHN in einer Wiese östlich von Birstein. Er fließt zunächst in südlicher Richtung durch Grünland, schlägt dann einen sanften Bogen nach rechts, läuft danach westwärts durch den Ostteil von Birstein und mündet schließlich auf einer Höhe von circa 269 m ü. NHN von links in den Reichenbach.

### Flusssystem Kinzig
- Liste der Fließgewässer im Flusssystem Kinzig (Main)